# Augustinerbastei
Die Augustinerbastei (auch Kärntner Bastei) war ein Teil der ehemaligen Wiener Stadtbefestigung. Ein letzter, heute noch existierender Teil davon ist eine gleichnamige Verkehrsfläche im 1. Wiener Gemeindebezirk Innere Stadt.

## Geschichte

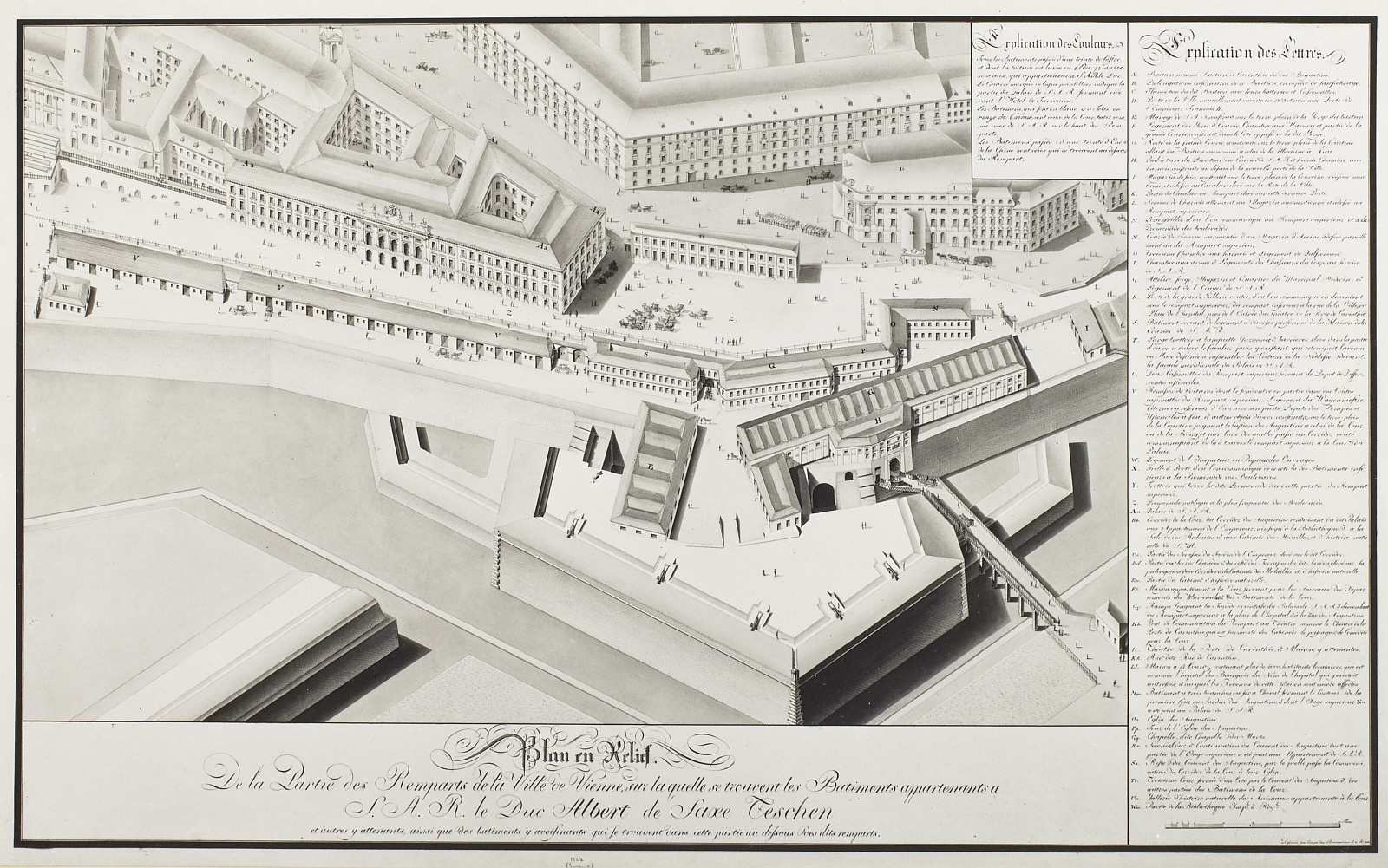
Umgebung der Augustinerbastei mit dem Palais des Herzogs von Sachsen-Teschen (heutige Albertina) aus der Vogelschau (1804)

Die Augustinerbastei wurde als Teil der Wiener Stadtbefestigung zwischen 1548 und 1552 von Francesco de Pozzo errichtet. Die Bastei war von Anfang an gemauert und besaß eine Katze, die 1683 mit dem Namen Vogelsang erwähnt wird. Die Bedeutung dieser Bezeichnung ist ungeklärt.
Die Bastei befand sich an der Stelle der heutigen Parzellen Operngasse 4 und 6, Hanuschgasse 1 und 3, Goethegasse 1 und eines Teils der Wiener Staatsoper. Sie wurde 1549 Bastei hinter den Augustinern genannt, 1550 Bastei bei den Augustinern, 1577 und 1770 Kärntner Bastei, 1783 und 1848 schließlich Augustinerbastei. Der Name rührt von Kirche und Kloster der Augustiner in der nahen Augustinerstraße her, während sich die Bezeichnung Kärntner Bastei auf das hier befindliche Kärntner Tor bezog.
Die Augustinerbastei wurde 1641 erneuert. Nachdem die Franzosen unter Napoleon Wien besetzt hatten, sprengten sie 1809 die Bastei, die 1816–1817 wiedererrichtet wurde. Schließlich wurde sie 1863 im Zuge der Schaffung der Wiener Ringstraße anstelle der Stadtmauer endgültig beseitigt.

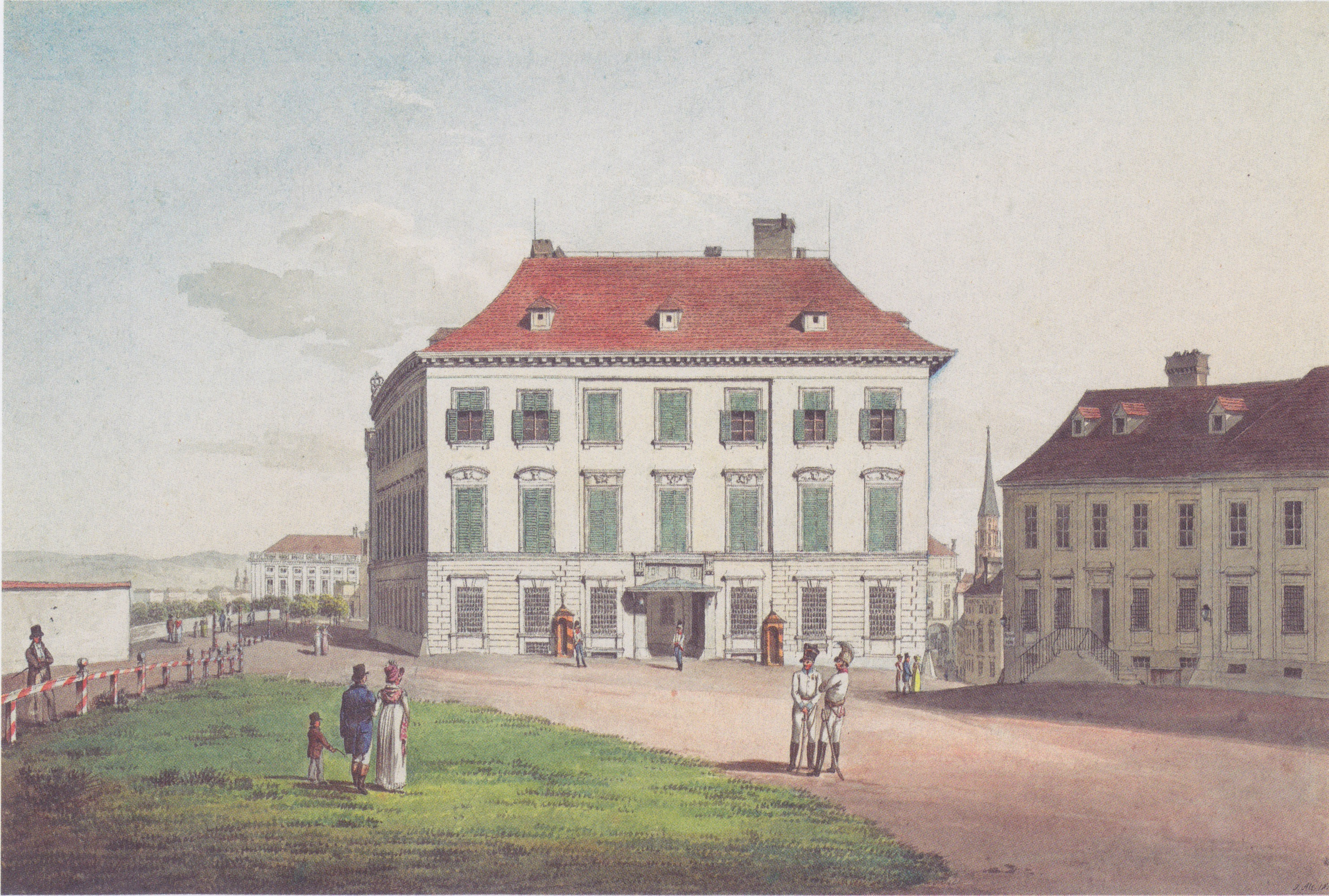
Auf der Augustinerbastei mit Palais Erzherzog Albrecht (1816) von Jakob Alt

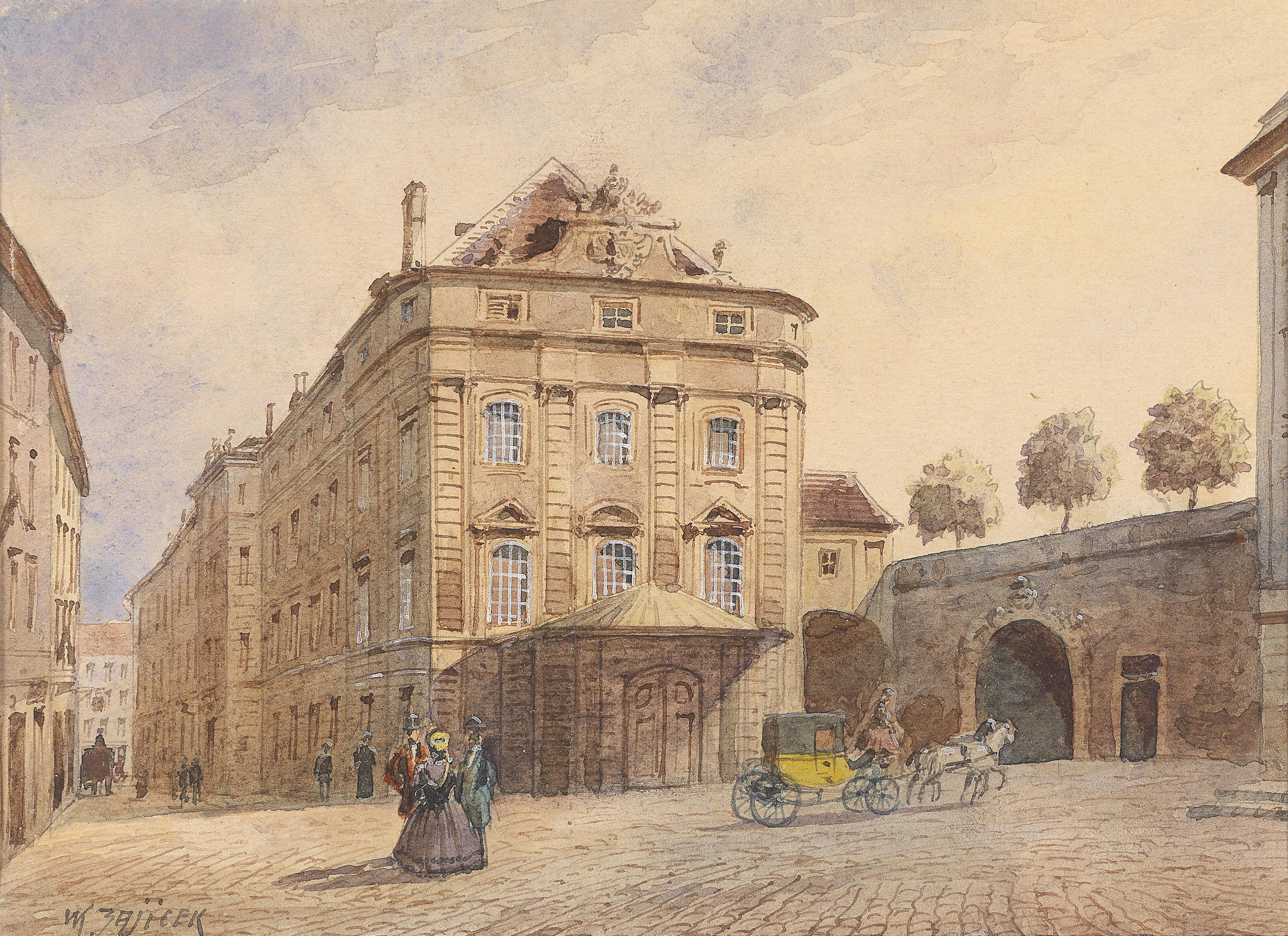
Augustinerbastei (rechts) über dem Neuen Kärntnertor, in der Mitte das Theater am Kärntnertor (an der Stelle des heutigen Hotel Sacher). Standort: Spitalplatz

Neben der eigentlichen Bastei hieß aber seit dem Ende des 18. Jahrhunderts auch die Kurtine zwischen Augustinerbastei und Burgbastei ebenfalls Augustinerbastei. Diese 1595 erbaute Kurtine war Teil der Wiener Festungsmauer. Auf ihr befand sich im 17. Jahrhundert der kaiserliche Bauhof, der im 18. Jahrhundert von Hofbaudirektor Emanuel Silva-Tarouca zum Palais Silva-Tarouca umgebaut wurde. Es gelangte 1795 in den Besitz von Herzog Albert Kasimir von Sachsen-Teschen, der es 1801–1805 von Louis Montoyer erweitern ließ und hier seine Albertina genannte Kunstsammlung unterbrachte. 1863 wurde die Kurtine abgebrochen; der in Richtung Hofburg angelegte Augustinergang, vom Hofsteinmetzmeister Paul Kölbl errichtet,  wurde zwischen 1894 und 1902 restlos beseitigt.
Die heute noch bestehende Augustinerbastei erhielt ihren Namen nach dem Abbruch der genannten Festungsbauten. 1935 wurde sie in Albrechtsrampe umbenannt, da sich auf ihr ein 1898–1899 geschaffenes großes Reiterstandbild von Erzherzog Albrecht Friedrich von Österreich befindet. Nach dem Anschluss Österreichs an das Deutsche Reich wurde diese Umbenennung von der nationalsozialistischen Stadtverwaltung 1938 wieder rückgängig gemacht. Nachdem die Augustinerbastei 1945 durch Bombentreffer beschädigt worden war, erfolgte zwischen 1951 und 1953 die Wiederherstellung. Dabei ersetzte man die bis dahin bestehende Zufahrtsrampe von der Augustinerstraße auf die Bastei hinauf durch eine Stiege und verlegte den Eingang zur Albertina in die Augustinerstraße 1. 1999–2002 erfolgte eine Erweiterung der Albertina durch den Zubau eines Tiefspeichers und eines Studiengebäudes samt Ausstellungshallen in Sichtbeton, Aluminium, Glas und Eichenholz direkt unter der Auffahrtsrampe von der Hanuschgasse. Die Planung stammte von dem Architektenteam Erich G. Steinmayer und Friedrich H. Mascher.

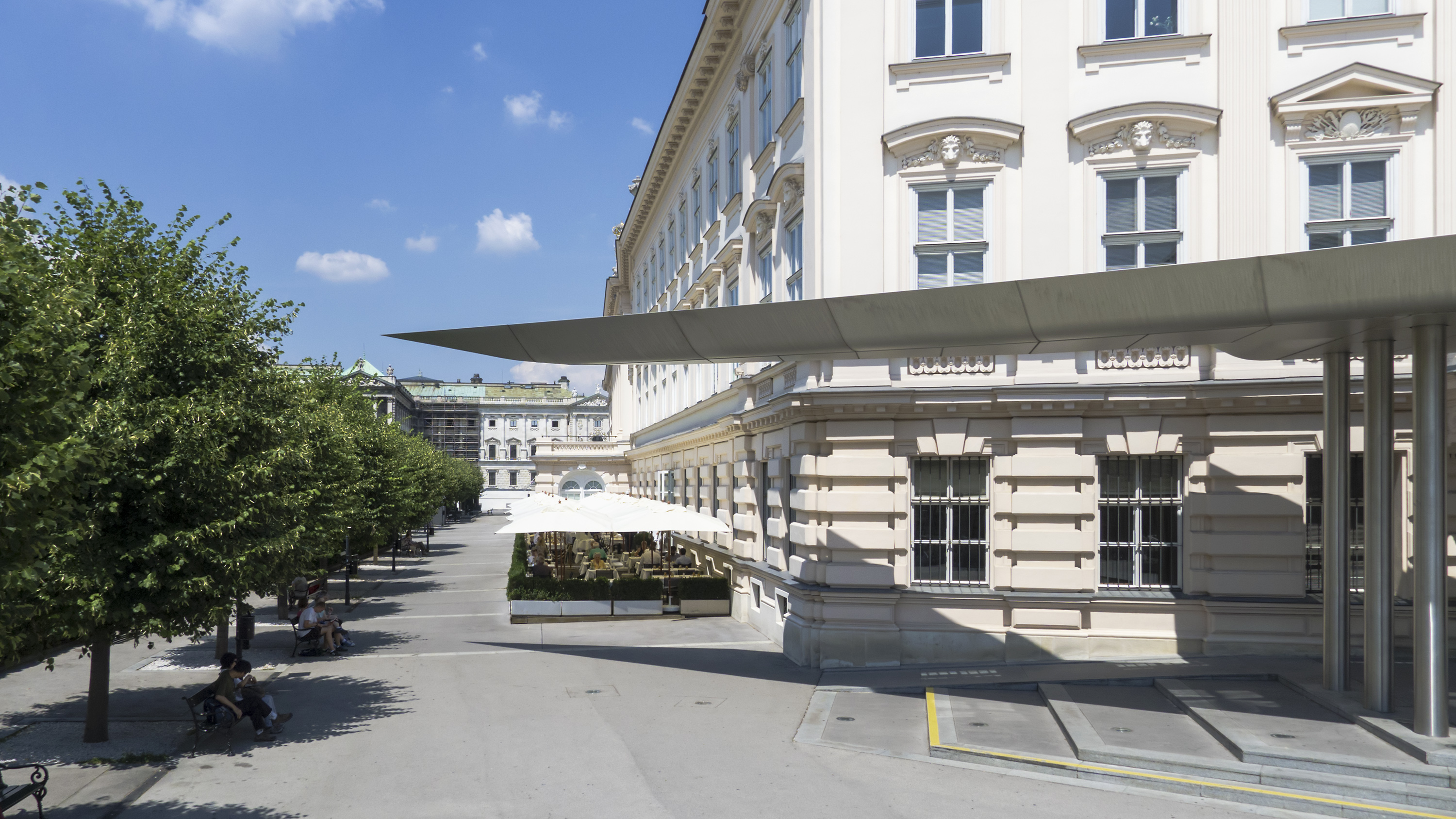
Augustinerbastei nach Nordwesten

## Lage und Charakteristik
Die Augustinerbastei befindet sich gegenüber ihrer Umgebung erhöht auf den Resten der ehemaligen Kurtine der Stadtbefestigung. Sie verläuft parallel zwischen der Augustinerstraße und der Hanuschgasse in südöstlicher Richtung und ist durch eine Rampe von der Hanuschgasse her für Fahrzeuge erreichbar. Fußgänger betreten die Augustinerbastei über eine Freitreppe von der Augustinerstraße oder über Aufzug und Rolltreppe vom Albertinaplatz her.
Die Augustinerbastei ist eine Fußgängerzone. Sie besitzt entlang der Kante zur Hanuschgasse eine Baumreihe, zwischen der Sitzbänke zum Verweilen einladen. Von der Höhe der Augustinerbastei blickt man auf den Burggarten im Westen sowie auf den Albertinaplatz und die Staatsoper im Süden. Da außerdem das einzige Gebäude auf der Augustinerbastei das Palais Erzherzog Albrecht mit der Albertina ist, so wird die Bastei vorwiegend von Touristen frequentiert. An der Seite zum Burggarten befindet sich ein Restaurant. Da auch der Blick von unten auf die Augustinerbastei mit Albertina und Reiterstandbild bemerkenswert ist, kann man durchaus von einem touristischen Hot Spot Wiens sprechen.

## Bauwerke

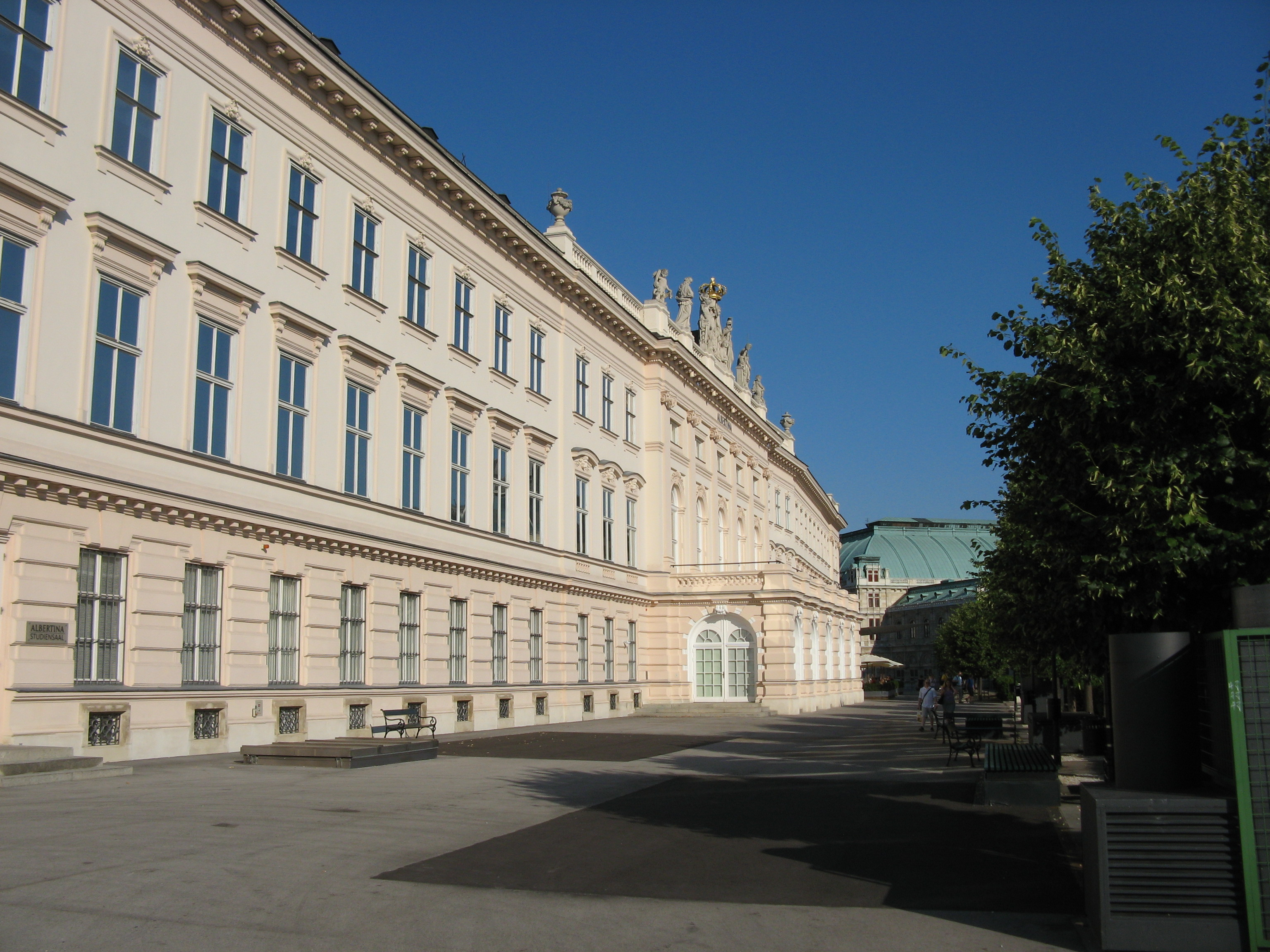
Schauseite der Albertina zur Augustinerbastei

### Nr. 1 Albertina
→ siehe Hauptartikel Palais Erzherzog Albrecht
Das ehemalige Palais Erzherzog Albrecht ist ein mächtiges, auf drei Seiten freistehendes Gebäude zwischen Augustinerstraße, Albertinaplatz und Hanuschgasse, das mit seiner Lage auf der Rampe besonders exponiert ist. Das aus spätbarocken, klassizistischen und historistischen Elementen bestehende Gebäude wurde hauptsächlich zwischen 1802 und 1804 durch Louis Montoyer geschaffen. Auf ihn geht die Hauptschauseite an der Augustinerbastei in Richtung Burggarten zurück, die er mehr als verdoppelte. Allerdings wurde seine Fassadengestaltung 1865–1867 durch neobarocke Formen überlagert. An der langen Basteifront ist der Mittelrisalit besonders akzentuiert. Er besitzt in den beiden Obergeschoßen ionische Riesenpilaster, im Erdgeschoß eine Durchfahrt mit neobarockem balkonbekröntem Portikus. Bekrönt wird der Mittelrisalit durch eine Attikabalustrade, der in der Mitte das Wappen von Sachsen-Teschen zeigt, flankiert von einem liegenden Löwen und einer liegenden Sphinx. Daran schließen die Figuren des Apollon und der Minerva sowie je eine weibliche Figur mit Musikinstrumenten an. Putten und ganz außen je 1 Vase schließen den Figurenschmuck ab.
Die Stirnseite mit dem Haupteingang zum Gebäude wurde ebenfalls 1865–1869 in neobarocken Formen zu einer der Schauseite gleichrangigen Fassade umgestaltet. Über dem Korbbogenportal befindet sich ein von Volutenkonsolen getragener konvex hervortretender Balkon.
Im Gebäude ist das Museum Albertina untergebracht mit der weltweit größten graphischen Sammlung. Es zählt zu den meistbesuchten Gebäuden Wiens und liegt an der Hauptadresse Albertinaplatz 1.

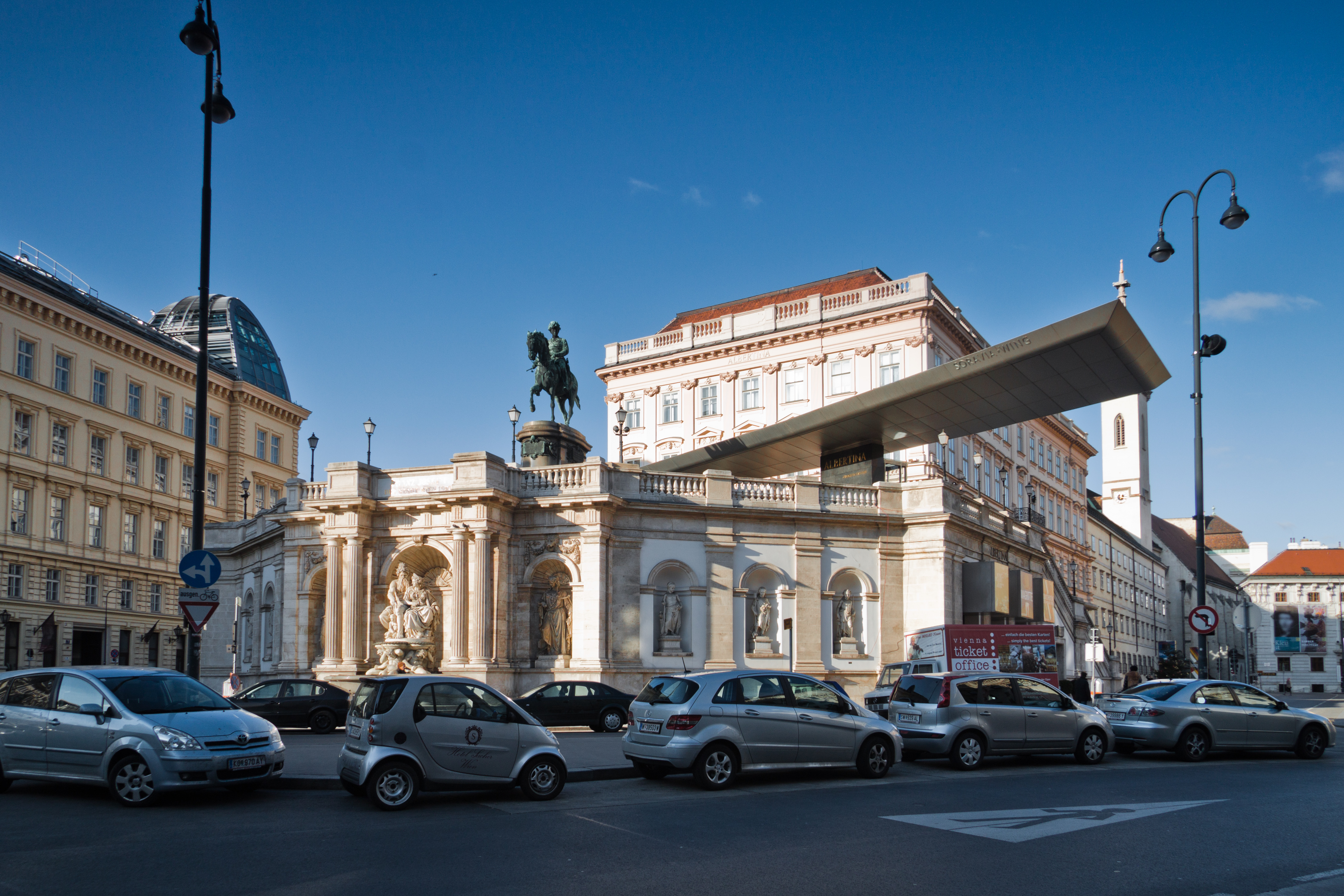
Albrechtsrampe

### Albrechtsrampe
Nach dem Abbruch eines Teils der Augustinerbastei erfolgte zwischen 1864 und 1869 der Umbau des verbliebenen Rests im Auftrag des Stadterweiterungsfonds. Moritz von Loehr schuf die polygonale architektonische Ummantelung der Rampe gegen den Albertinaplatz, in die in Rundbogennischen zwölf allegorische Brunnenfiguren nach dem Vorbild römischer Wandbrunnen des Cinquecento platziert wurden. Sie stammen von Johann Meixner aus weißem Carrara-Marmor und stellen die großen Flüsse Österreichs dar. Im Mittelteil der trapezförmigen Anlage tritt ein Brunnen mit den Figuren Danubius und Vindobona hervor. Die ganze Anlage wurde im Neorenaissance-Stil geschaffen.

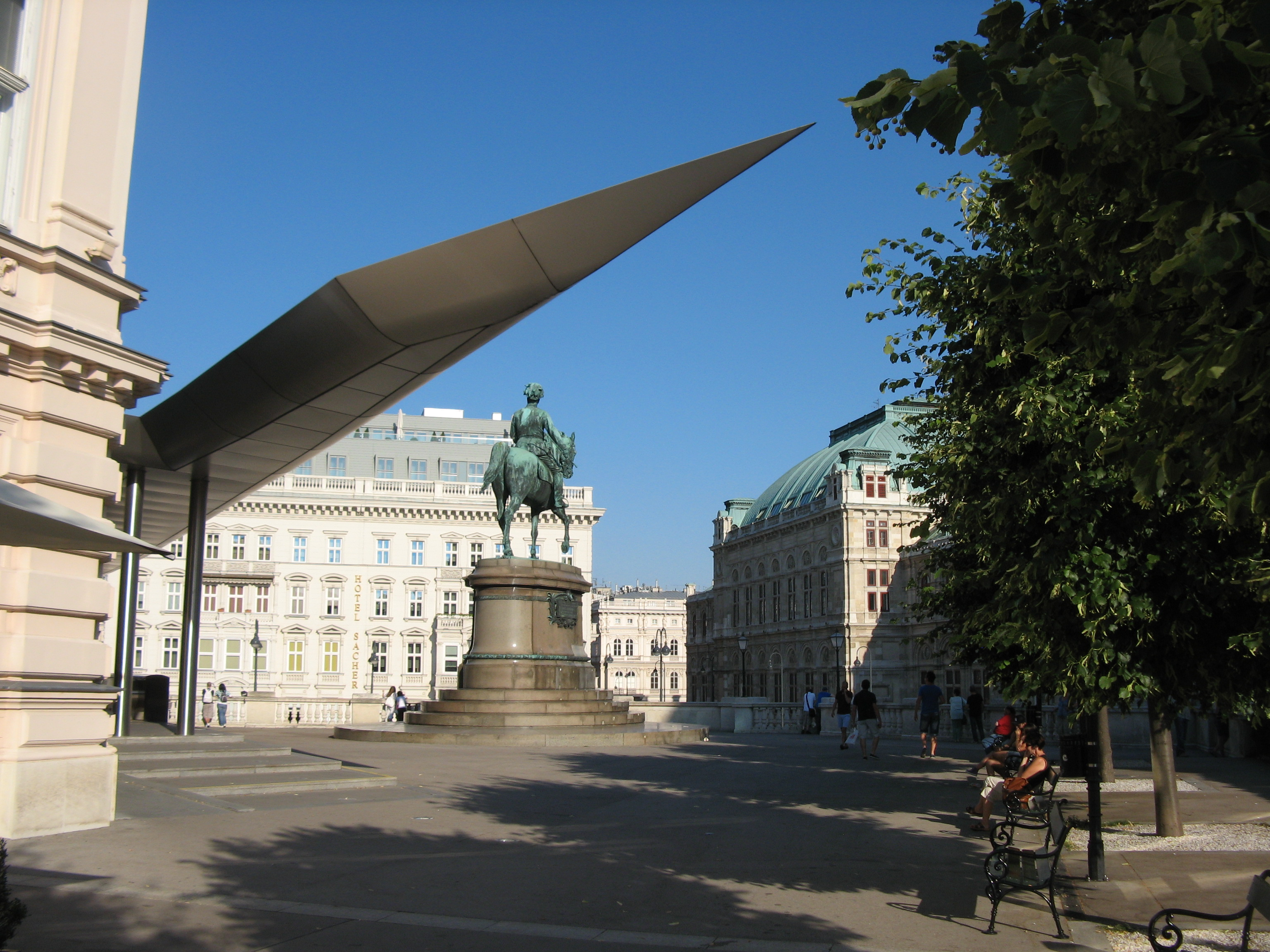
Augustinerbastei mit Erzherzog-Albrecht-Denkmal, dahinter die Staatsoper

### Erzherzog-Albrecht-Denkmal
Auf der Albrechtsrampe vor der Stirnfront der Albertina steht exponiert das Reiterstandbild für Erzherzog Albrecht von Österreich-Teschen, den Sieger der Schlacht von Custozza, 1866. Es wurde 1899 anlässlich des 90. Jahrestages der Schlacht bei Aspern aufgestellt. Der Sockelaufbau stammt von Karl König, der überlebensgroße Bronzeguss der Skulptur von Caspar von Zumbusch. Das Denkmal wurde nach 1945 von Viktor Hammer restauriert.

### Soravia Wing
Im Zuge der umfassenden Neugestaltung der Albertina wurde der Haupteingang zum Museum von der Augustinerstraße an die (höher gelegene) Stirnfront des Gebäudes auf der Augustinerbastei verlegt, wo er einst schon gewesen war. Bis 2003 schuf der Architekt Hans Hollein über dem Luftraum zwischen dem Erzherzog-Albrecht-Denkmal und dem neuen Haupteingang ein markantes, auskragendes Flugdach, den nach den Sponsoren Erwin und Hanno Soravia (Soravia Group) benannten Soravia Wing. Unter diesem Dach befindet sich eine Rolltreppe, die vom Albertinaplatz in die Bastei einschneidend zum Haupteingang hinaufführt. Das Flugdach besteht aus eloxiertem Aluminium. Es ist 53 Meter lang und bis zu 12 Meter breit. Da es die Sicht auf die Augustinerbastei und die Albertina entscheidend veränderte, gab es zahlreiche Proteste gegen seine Errichtung.

### Skulptur
Am nördlichen Ende der Augustinerbastei steht die von Carl Djerassi gesponserte moderne Metallskulptur Oblique Column or Twelve Open Squares, Variation 3, 1981 von George Rickey.